# Regulus (ocell)
Els reietons (Regulus spp) són un gènere d'ocells, l'únic de la família dels regúlids(Regulidae) que pertany a gran ordre dels Passeriformes. El nom llatí «regulus» ('petit rei') fa referència a l'acolorada corona dels adults de les diferents espècies. Són ocells de distribució principalment holàrtica.

## Morfologia
Els reietons mesuren entre 9 i 11 cm de llargària i són un dels passeriformes més petits. Les ales i cues són de mida mitjana per la grandària de l'ocell. La cua té una incisió en la punta, el bec és petit i molt fi. Plomatge gris verdós-oliva. La majoria de les espècies tenen un anell ocular o una llista superciliar ostensible. Els mascles tenen una corona amb una taca molt acolorida, que arriba fins a la part superior del bec, excepte en Regulus caledula.

## Hàbitat
Generalment estan adaptats als boscos de coníferes, però poden acceptar altres ambients, sobretot en l'època de migració. Des dels boscos septentrionals, també han conquerit algunes zones subtropicals. Poblacions insulars ha evolucionat formant espècies i subespècies.

## Alimentació
La petita grandària i alt metabolisme fan que tingui necessitats alimentàries molt altes. L'animal mor d'inanició a l'hora de no alimentar-se.
Són insectívors, menjant pugons, col·lèmbols i altres insectes que troben entre les branques dels arbres, però també en la vegetació del terra.

## Reproducció
La reproducció comença a finals de març i construeixen el niu principalment des de la primera setmana d'abril; fan dues postes per temporada de reproducció. El niu és una estructura petita, en forma de tassa, feta de molsa i líquens que penja de la part terminal de les rames altes de les coníferes. La femella pon entre 7 i 12 ous blancs o pàl·lids, de vegades amb petites taques marrons. La incubació és de 19 - 24 dies.

## Taxonomia
Recentment s'ha aclarit l'estatus de diverses espècies:
El bruel de Madeira anteriorment era considerat una subespècie (R. i. madeirensis), del bruel (R. ignicapillus). Una anàlisi filogenètica basada en el gen citocrom b va mostrar que el bruel de Madeira era diferent de la subespècie tipus del bruel eurasiàtic R. i. Ignicapillus. La divergència del gen citocrom b entre el bruel de Madeira i el bruel eurasiàtic és del 8,5%, comparable amb el nivell de divergència entre altres espècies reconegudes de Regulus, com el 9% entre el reietó i el bruel americà. La divisió va ser acceptada per l'Associació de Comitès de Registres i Rareses Europeus (AERC) el 2003. El bruel americà és similar en aparença al bruel eurasiàtic i s'havia considerat que era l'equivalent del Nou Món, però en realitat és més proper al reietó.
El reietó de les Illes Canàries és particularment distintiu ja que té el front negre, les parts inferiors de color rosa-camussa i les ales més fosques, i de vegades ha estat tractat com una subespècie del bruel eurasiàtic o com una espècie diferent de Regulus en conjunt. De vegades se'ls anomenava reietons de Tenerife, independentment de les illes en les quals visquessin; tanmateix, el 2006, un estudi de les vocalitzacions d'aquests ocells indicà que en realitat comprenen dues subespècies del reietó que són separables en veu; R. r. teneriffae localitzat a Tenerife i la subespècie recentment descrita, R. r. Ellenthalerae, que es troba a les illes més petites de La Palma i El Hierro. Els tres tàxons de les Açores, el reietó de Santa Maria, el de São Miguel i l'occidental de les Açores, representen colonitzacions recents d'Europa, i són tractats com a subespècies.
Els parentius del bruel de Taiwan (Regulus goodfellowi) també han estat una font de molt debat. De vegades ha estat inclòs com una espècie de bruel, però el cant territorial s'assembla a les de les espècies de bruel de l'Himàlaia, i les dades genètiques mostren que és el parent més proper d'aquesta espècie, i, malgrat el nom alternatiu, només es relaciona llunyanament amb el bruel. El reietó divergí del bruel fa entre 3.0–3.1 milions d'anys.
Antany inclosos a la família dels sílvids (Sylviidae). Alguns autors han reconegut set espècies diferents, però el IOC, versió 14.2, 2024 i el HBW en reconeixen 5:
- Bruel eurasiàtic - (Regulus ignicapilla)
- Bruel de Madeira - (Regulus madeirensis)
- Bruel americà - (Regulus satrapa)
- Bruel de Taiwan - (Regulus goodfellowi)

- Reietó eurasiàtic - (Regulus regulus)

Fins fa pocs anys, l'IOC i el HBW van separar el reietó americà del gènere Regulus i actualment l'inclouen en el Corthylio (Corthylio calendula).
Per altra banda la Clements Checklist encara inclou el reietó americà dins el gènere Regulus.